# Sismógrafo

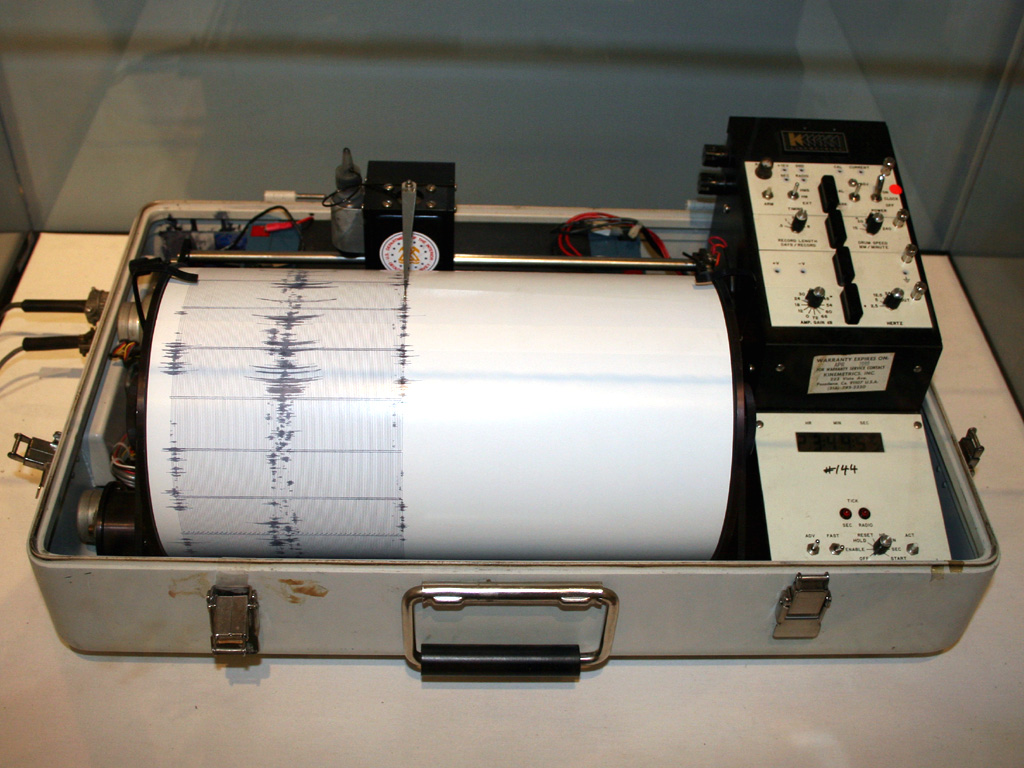
Sismógrafo quinemétrico del Departamento del Interior de Estados Unidos.

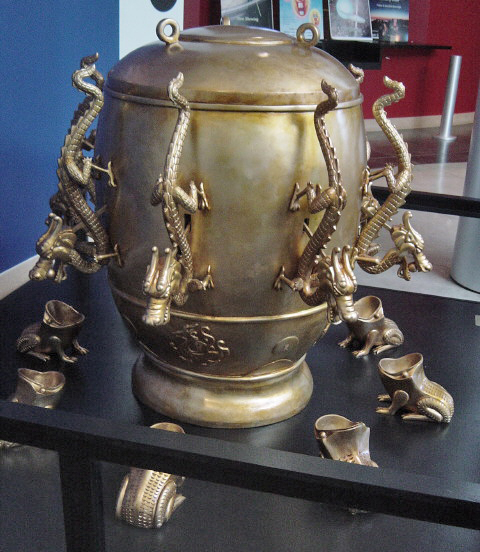
El sismoscopio, creado porZhang Heng,.

El sismógrafo o sismosocopio es un instrumento para medir terremotos o pequeños temblores provocados por los movimientos de las placas tectónicas o litosféricas.  Fue inventado en 1842 por el físico escocés James David Forbes.
Este aparato, consiste en un péndulo que por su masa permanece inmóvil debido a la inercia, mientras todo a su alrededor se mueve; dicho péndulo lleva un punzón que va escribiendo sobre un rodillo de papel pautado en tiempo, de modo que al empezar la vibración se registra el movimiento.
Diversas mejoras con péndulos horizontales fueron re instrumentos universales. En años anteriores, los sismómetros podrían “quedarse cortos” o ir fuera de la escala para el movimiento de la Tierra que es suficientemente fuerte para ser sentido por la gente. En este caso, solo los instrumentos que podrían trabajar serían los acelerómetros menos sensibles.
Los modernos sismómetros de banda ancha (llamados así por la capacidad de registro en un ancho rango de frecuencias) consisten de una pequeña ‘masa de prueba’, confinada por fuerzas eléctricas, manejada por electrónica sofisticada. Cuando la Tierra se mueve, electrónicamente se trata de mantener la masa fija a través de la retroalimentación del circuito. La cantidad de fuerza necesaria para conseguir esto es entonces registrada.
La salida de los acelerómetros es una tensión proporcional a la aceleración del suelo (recordando F=ma de Newton), mientras que los sismómetros usan un circuito integrado para lograr una salida que es proporcional a la velocidad del suelo.
Los sismómetros espaciados en una matriz o red pueden ser usados para localizar con precisión, en tres dimensiones, la fuente del terremoto, usando el tiempo que toma a las ondas sísmicas propagarse hacia fuera desde el epicentro, el punto de la ruptura de la falla. Los sismógrafos son también usados para detectar explosiones de pruebas nucleares. Al estudiar las ondas sísmicas, los geólogos pueden también hacer mapas del interior de la Tierra.
Cuando ocurre un temblor, los sismógrafos que se encuentran cerca del epicentro son capaces de registrar las ondas S y las P, pero del otro lado de la Tierra solo pueden registrarse las ondas P.
Los sensores usados en los sismómetros de Tierra son los llamados geófonos. En cambio, en el medio marino además del geófono también se utiliza el hidrófono para captar tanto las vibraciones terrestres como las ondas acústicas que se transmiten por el agua.
Como equipos de sismología marina, existen los llamados sismómetros de fondo oceánico (OBS, acrónimo en inglés), que son equipos autónomos que trabajan con sus propias baterías y que adquieren datos durante un periodo de tiempo concreto.

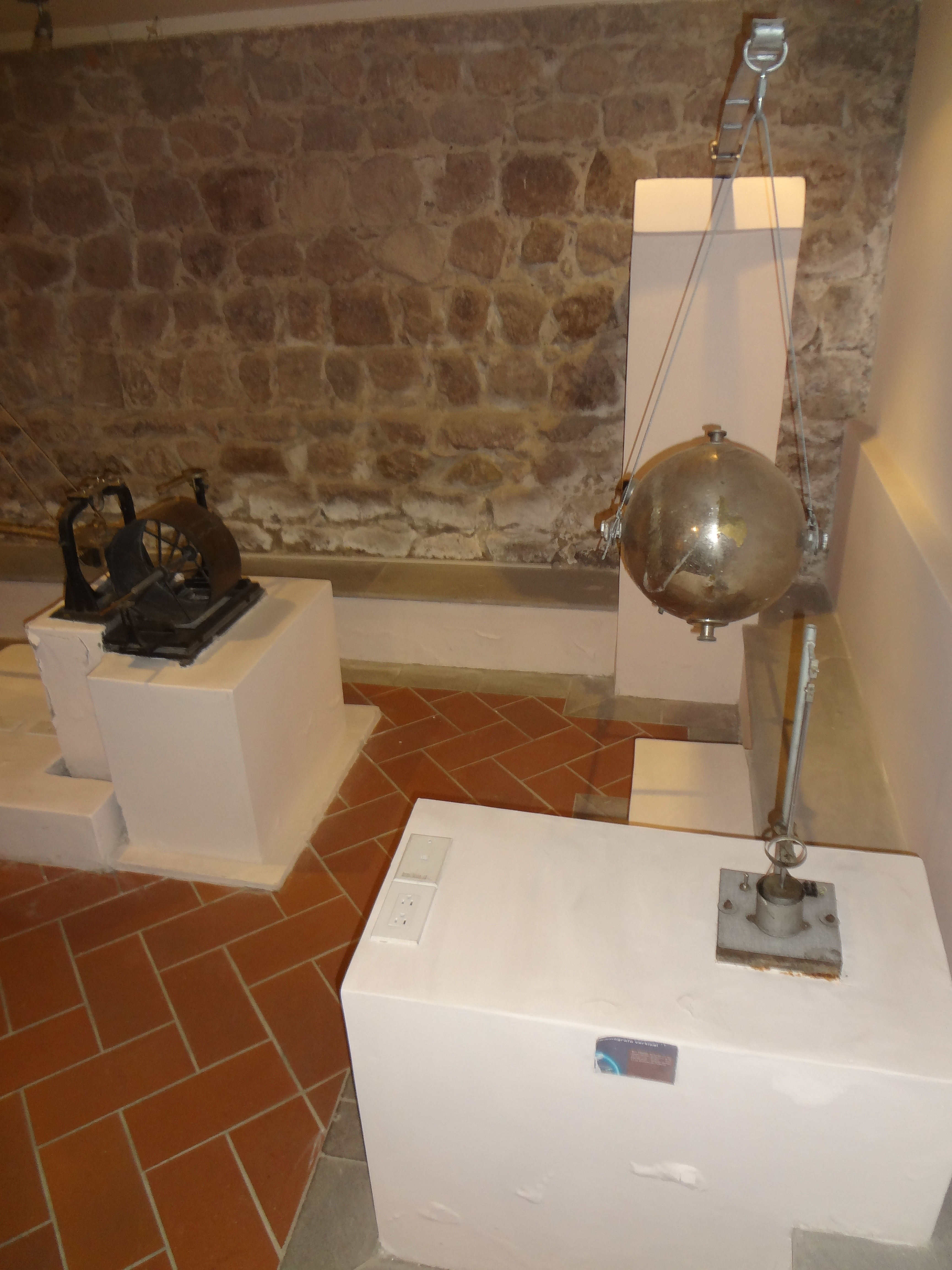
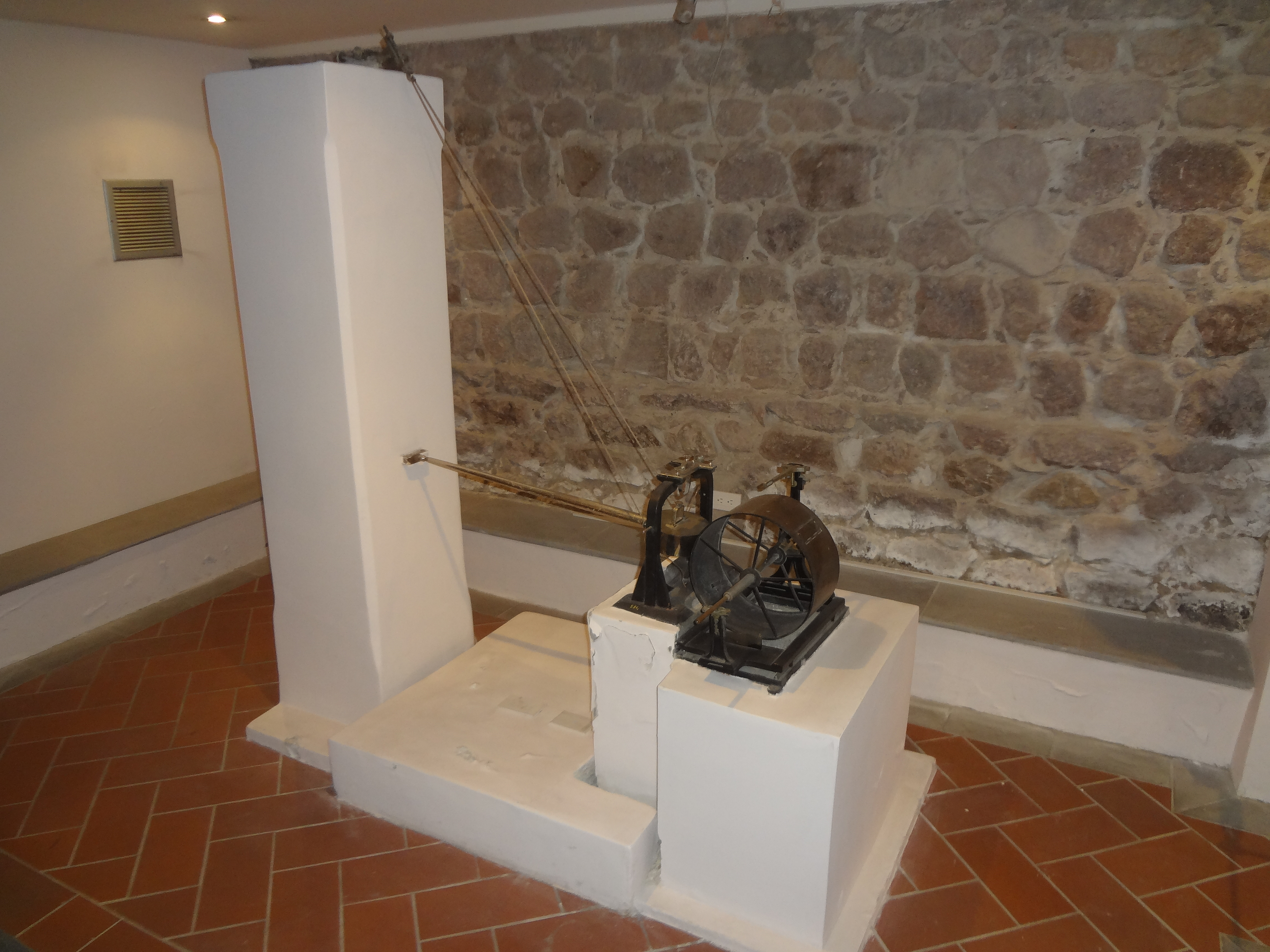
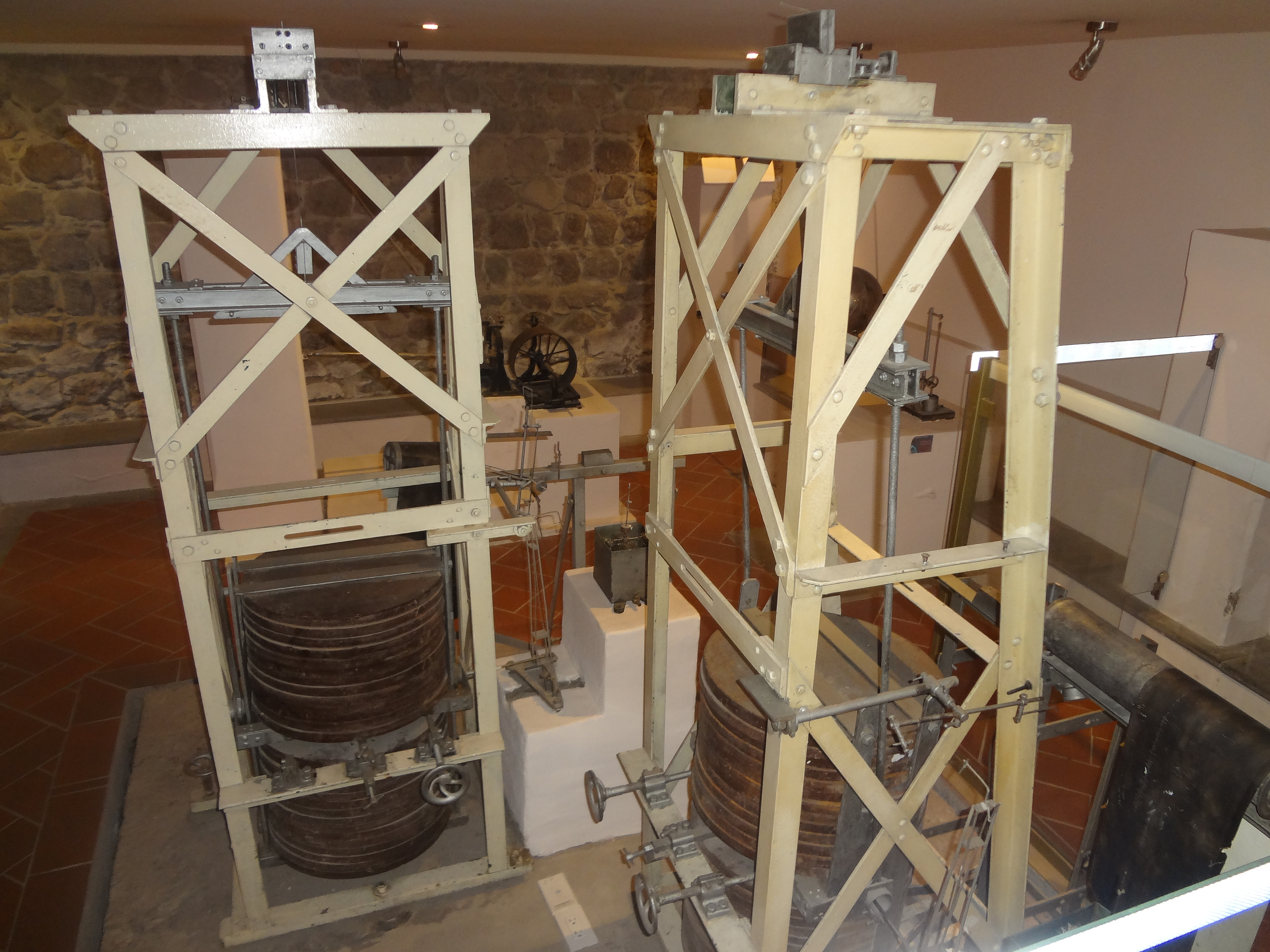

Equipos antiguos del Observatorio Astronómico de Quito (Ecuador).